# Thulusdhoo
Thulusdhoo is een van de bewoonde eilanden van het Kaafu-atol behorende tot de Maldiven. Thulusdhoo is ook de hoofdstad van het Kaafu-atol.

## Demografie
Thulusdhoo telt (stand maart 2007) 421 vrouwen en 446 mannen.